# Канарец

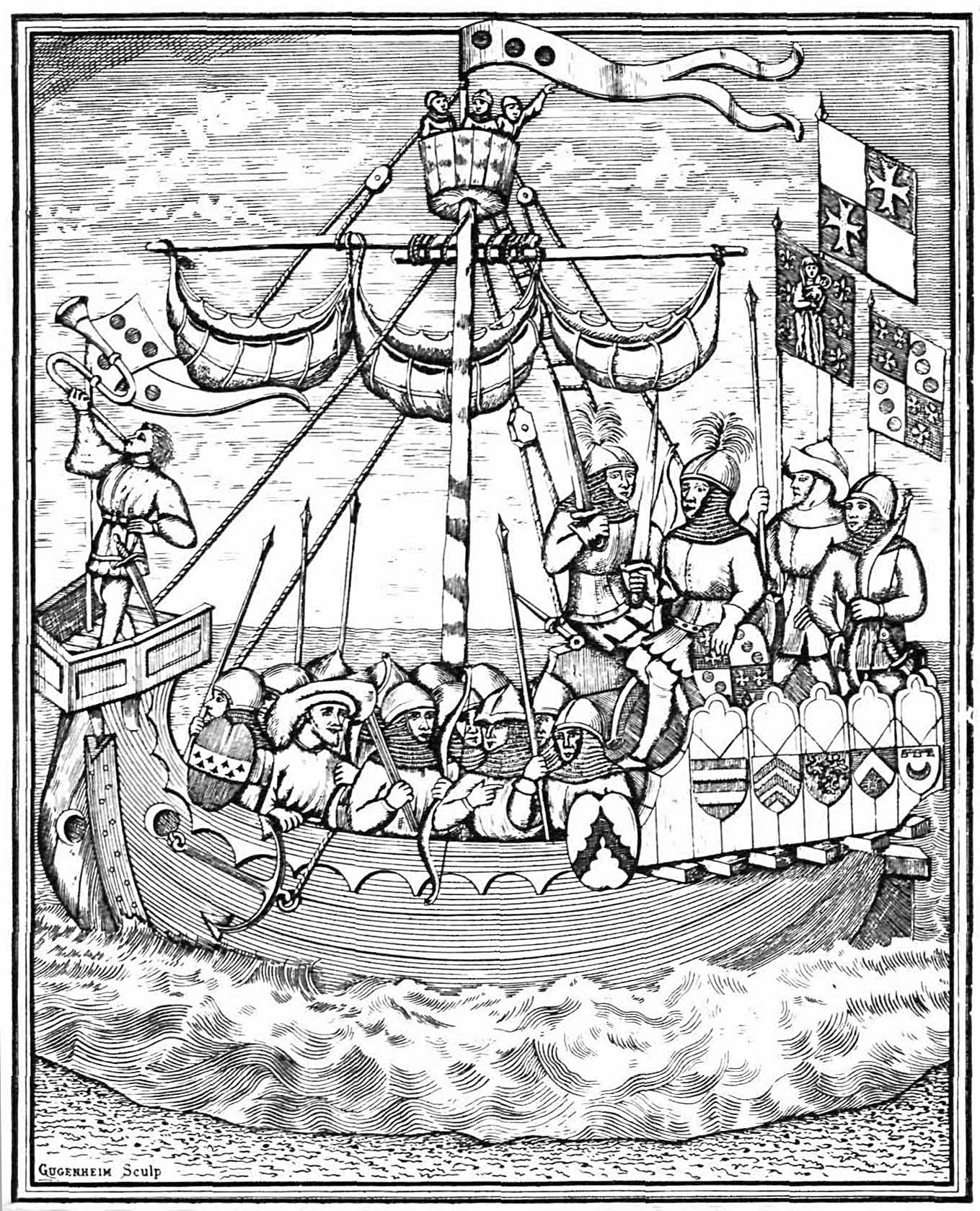
Гравюра с изображением экспедиции 1402 года

«Кана́рец», полное название «Канарец, или Книга о завоевании Канарских островов и обращении их жителей в христианскую веру Жаном де Бетанкуром, дворянином из Ко, составленная монахом Пьером Бонтье и священником Жаном Ле Веррье (1402—1422)», — хроники и походные записи нормандской экспедиции (1402—05 гг.) на Канарские острова под руководством Жана де Бетанкура и Гадифера де Ла Салль, оформленные одним манускриптом капелланами морского похода. Экспедиция завершилась покорением и колонизацией Канарского архипелага. Событие, на 90 лет предшествовавшее открытиям Христофора Колумба, считается важным пунктом начала истории Великих географических открытий и создания европейских колоний. Хроники являются первым документальным источником о завоевании Канарских островов и жизни аборигенов островов Лансароте и Фуэртевентура начала XV века. Оригинал манускрипта не сохранился; существуют две его копии — «Эжертон 2709» (Egerton 2709) и «Монрюфе́» (Montruffet).

## Egerton 2709
Манускрипт «Egerton 2709» хранится в Британском музее Лондона. Начатый Бонтье и Ле Веррье, затем продолженный самим Гадифером де Ла Салль в 1410-20 гг., текст открыто подчёркивает роль Ла Салля как основного организатора и ведущего экспедиции. Неизвестный учёным до 1888 года, этот текст был впервые опубликован в 1896 году Пьером Маргри.

## Montruffet
Манускрипт «Montruffet» хранится в муниципальной библиотеке Руана. Содержит большие части текста, заново переписанные племянником Жана де Бетанкура по его возвращении во Францию в 1490 году, и представляет другую версию событий экспедиции, отдавая главную роль в ней Бетанкуру. Манускрипт издан географом Пьером Бержероном в 1630 году.

## Русский перевод
Первый перевод на русский язык со среднефранцузского сочинения «Канарец» был сделан И. В. Кривушиным и Е. С. Кривушиной и издан Высшей школой экономики (изд. дом ГУ ВШЭ) в 2009 году.
- Канарец или Книга о завоевании Канарских островов и обращении их жителей в христианскую веру Жаном де Бетанкуром, дворянином из Ко, составленная монахом Жаном ле Веррье и священником Жаном Ле Веррье / Пер. со среднефранцузского, вступ. ст., коммент., примеч. и сост. указат. И. В. Кривушина и Е. С. Кривушиной. — М.: Изд. дом ГУ ВШЭ, 2009. — 284 с. — 600 экз. — ISBN 978-5-7598-0618-9.